# USS John C. Stennis (CVN-74)
«Джон К. Стенніс» - англ. USS John C. Stennis (CVN-74) -  авіаносець ВМФ США, сьомий корабель класу «Німіц». Був названий на честь сенатора Сполучених Штатів демократа Джона Корнеліуса Стенніса. Авіаносець приписано до бази ВМФ США Китсеп, місто Бремертон, штат Вашингтон.
Завданням авіаносця і його авіакрила (CVW-9) полягає в проведенні глобальних бойових операцій. На авіаносці базуються потужні винищувачі F/A-18 Hornet, літаки радіоелектронної боротьби та розвідки EA-6 Prowler, а також літаки для ведення розвідки та раннього попередження E-2 Hawkeye.
Авіаносець «Джон К. Стенніс» був закладений 13 березня 1991 р., спущений на воду 13 листопада 1993 р.  та зарахований до складу флоту 9 грудня 1995 р. Корабель провів численні авіаносні кваліфікації пілотів та самостійні  вправи біля східного узбережжя США протягом наступних двох років. Серед цих подій була перша посадка на авіаносець літака F/A-18E/F Super Hornet 18 січня 1997 р.

## Навколосвітня подорож 1998 р.

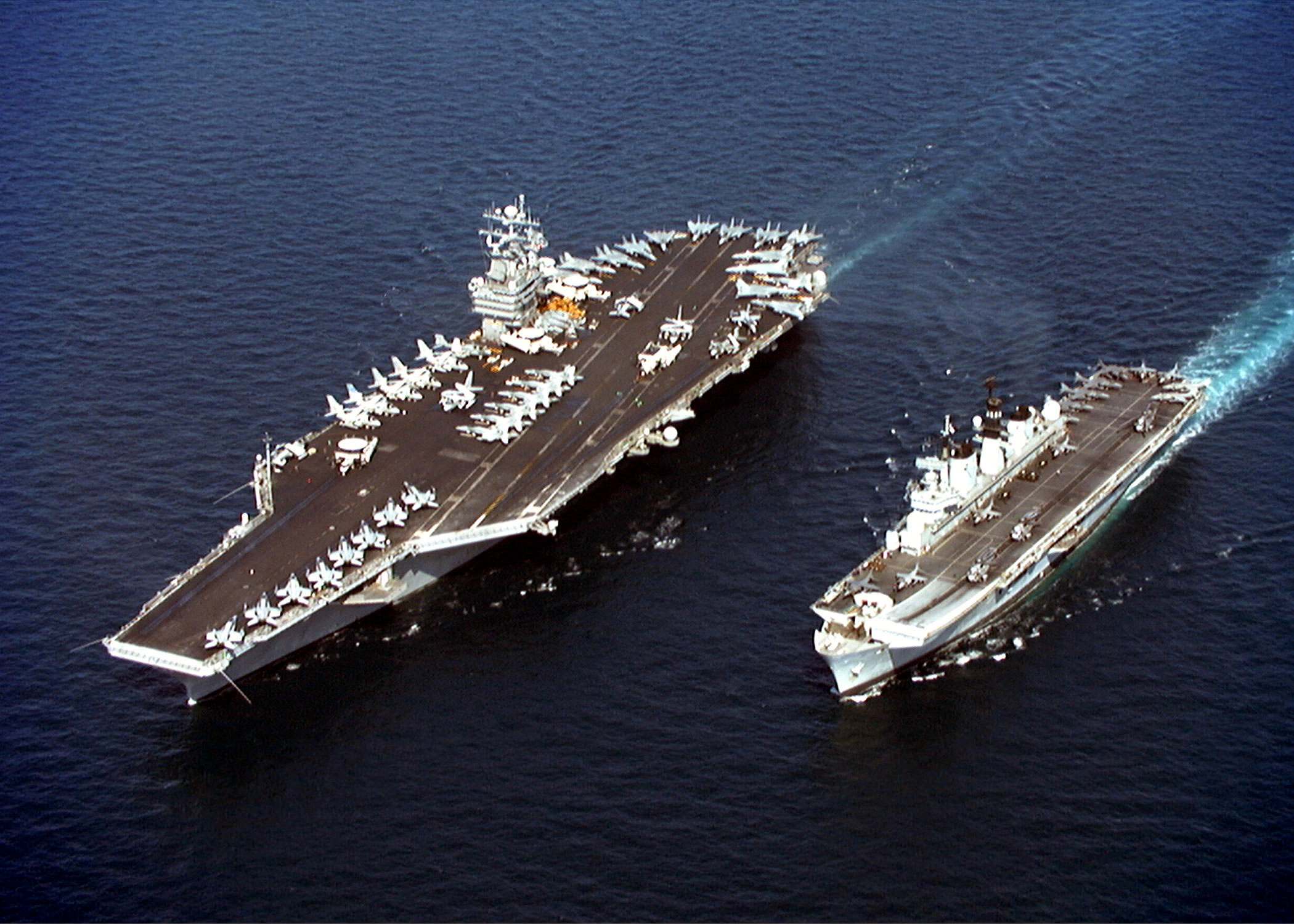
Авіаносці «Джон К. Стенніс» та «Ілустріус» 4 квітня 1998 р., Перська затока

26 лютого 1998  «Джон К. Стенніс» з  авіакрилом CVW-7 залишив Норфолк на своє перше розгортання. Авіаносець  пройшов через Суецький канал 7 березня та прибув в Перську затоку 11 березня 1998 року. Корабель подорожував 8020 морських миль за 274 години з середньою швидкістю 29,4 вузлів (54,4 км/год), щоб змінити  «Джордж Вашингтон» у проведенні операції «Південна сторожа». Авіаносець  залишив Перську затоку 19 липня 1998. Корабель прибув 26 серпня 1998 року у новий порт приписки базу «Північний острів» біля Сан-Дієго, штат Каліфорнія.
У жовтні 1998 року  «Джон К. Стенніс» почав  6-місячну програму  обслуговування та модернізації на базі «Північний острів» та повернувся у море в квітні 1999 року. У період обслуговування впав відбивач реактивного струменя, серйозно поранивши двох моряків.
30 листопада 1999 р. авіаносець  сів на мілину в мілководді біля поворотного басейну Північного острова. Мул забив труби споживання парової конденсаційної установки атомних реакторів, в результаті чого обидва ядерних реактори були заглушені (один реактор був зупинений екіпажем, інший автоматично) протягом 45 хвилин. Корабель був відбуксований назад до свого причалу для обслуговування і спостереження протягом наступних двох днів. Вартість очищення склала близько 2 мільйонів доларів США.

## Перська затока, Тихий океан 2000 р.
7 січня 2000 р. авіаносець  почав службу в Перській затоці, щоб змінити  авіаносець  «Джон Кеннеді»  у проведенні операції «Південна сторожа». Під час розгортання, корабель здійснив візити в порти Південної Кореї, Гонконгу, Малайзії, Бахрейну, Об'єднаних Арабських Еміратів та Австралії, перш ніж повернутися в Сан-Дієго  3 липня 2000 року.
Після терористичного нападу 11 вересня 2001 р., корабель проводив  операції підтримки організацій безпеки «Нобл Ігл» біля західного узбережжя США.

## Перська затока, 2001 р.
12 листопада 2001 р., на два місяці раніше, ніж заплановано, корабель вийшов у третє розгортання в зону відповідальності П'ятого флоту США на підтримку операції «Непохитна свобода» та повернувся в Сан-Дієго 28 травня 2002 р. З червня 2002 по січень 2003 року авіаносець  пройшов семимісячне плановане переобладнання (PIA).

## Тихий океан, 2004 р.
З 24 травня по 1 листопада 2004 р. «Джон К. Стенніс» проводив четверте зарубіжне розгортання, бравши участь у вправі «Північне вістря» (Nothern Edge) 2004 року в затоці Аляска, вправі  «Край Тихого океану» (RIMPAC) у Гаваїв, вправі  разом з авіаносцем «Кітті Хок» біля берегів Японії і у візитах доброї волі до Японії, Малайзії і Західної Австралії. Незабаром після повернення з розгортання, 19 січня 2005 року, корабель змінив порт приписки до військово-морської бази Бремертон, штат Вашингтон. Відразу у Бремертоні авіаносець пройшов 11-місячну програму переобладнання  в доку (DPIA). Це був перший раз корабель був у сухому доку після введення в експлуатацію. Оновлення включало установку нової щогли. Завдяки використанню нового типу сталі щогла стала жорсткішою і товщою, ніж раніше. Нова щогла стала також важчою і вищою, що дозволило встановити нові антени, що стара щогла не була б в змозі підтримувати. Інші оновлення вміщали установку нової інтегрованої місткової системи з сучасними дисплеями в кермовій рубці, яка повищала продуктивність праці, а також  оновлення  інших бойових систем.
Після повного циклу обслуговування і до розгортання навчань, авіаносець  повернувся в Бремертон, штат Вашингтон. Корабель був сертифікований до раптової готовності, тобто судно підтримувалося у стані підвищеної готовності у разі незапланованого розгортання .

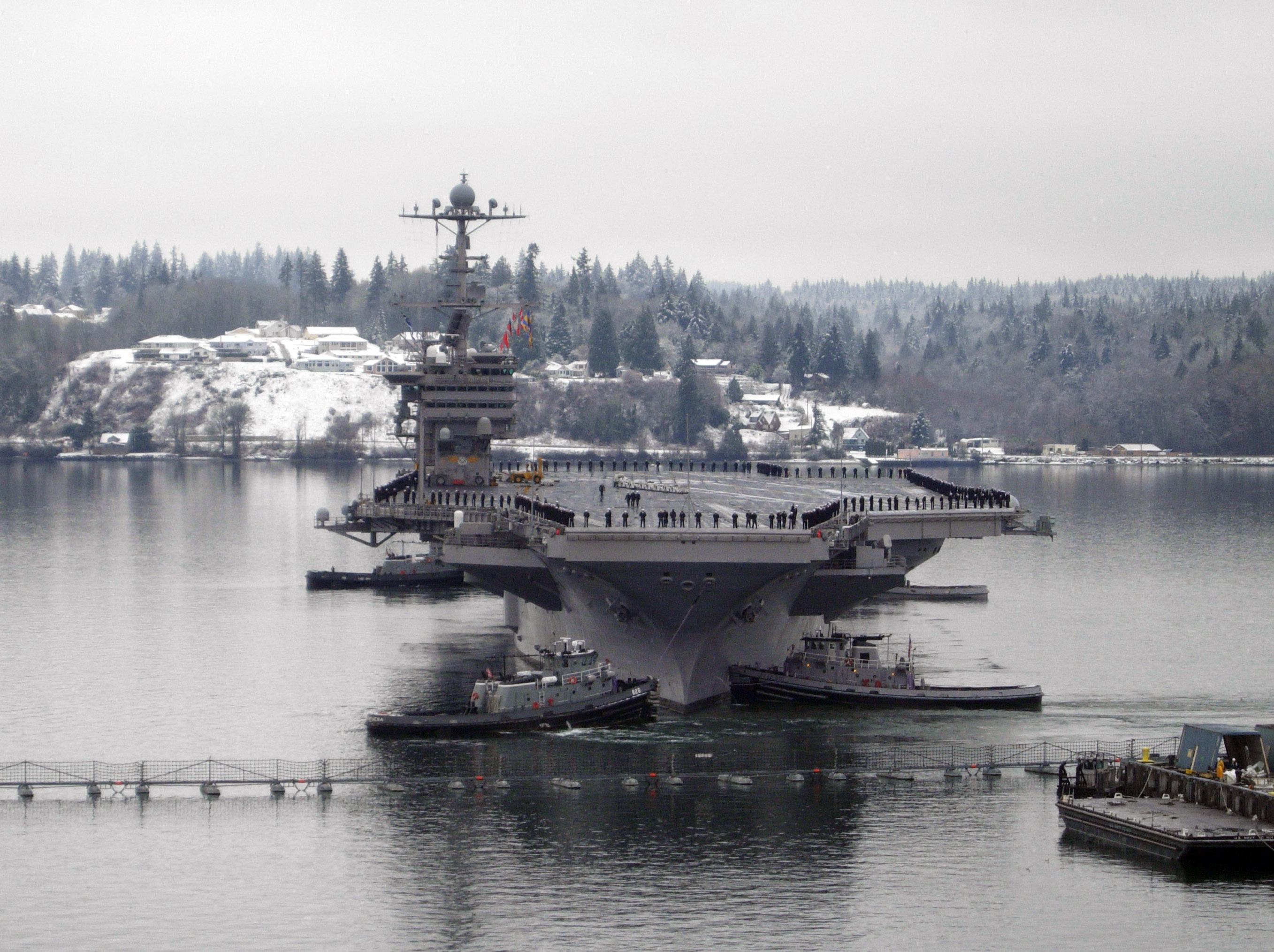
Корабель виходить з бази Кітсап, 16 січня 2007 р.

.

## Перська затока. 2007 р.
20 січня 2007 р. «Джон К. Стенніс» вирушив до Перськоїй затоки в рамках збільшення військової присутності США в Близькому Сході. Stennis прибув в район 19 лютого 2007 року, приєднавшись до авіаносця «USS Dwight D. Eisenhower» у районі операцій П'ятого флоту США . У перший раз з 2003 року в регіоні були присутні одночасно дві авіаносні бойові групи. 23 травня 2007 «Джон К. Стенніс» поряд з вісьмома іншими кораблями, що включали до складу авіаносець «Німітц» та десантний корабель «Боном Ричард», пройшов через Ормузьку протоку. Офіційні представники ВМС США сказали що це були найбільша подібна операція демонстрації сили з 2003 року .
31 серпня 2007 р. авіаносець  повернувся в Бремертон.

## У західній частині Тихого океану, 2009 р.
«Джон К. Стенніс» вийшов з Бремертону 13 січня 2009 р. для 6-місячного розгортання в Західній частині Тихого океану. 24 квітня корабель прибув до Сінгапуру. В той же день, один з моряків судна загинув під час роботи з невеликого човну для приєднання стоку для скидання нафтовмісних вод з катапульт авіаносця .
29 квітня виконавчий офіцер корабля, командер Девід Л. Бурнам, був звільнений контр-адміралом Марком А. Венсом за особисту поведінку. Бурнам був переведений на базу в Сан-Дієго в очікуванні розслідування .
Після участі в навчаннях з Морськими Силами Самооборони Японії, навчанні з Збройними силами Республіки Корея, а також спільних навчаннях «Північне вістря 2009» «Джон К. Стенніс» повернувся з розгортання на початку липня 2009 року. Авіакрило CVW-9 висадидось 6 липня на базі «Північний острів» (біля Сан-Дієго) , до прибуття судна в порт приписки Бремертон 10 липня .

## Операції 2010 - 2011 рр.

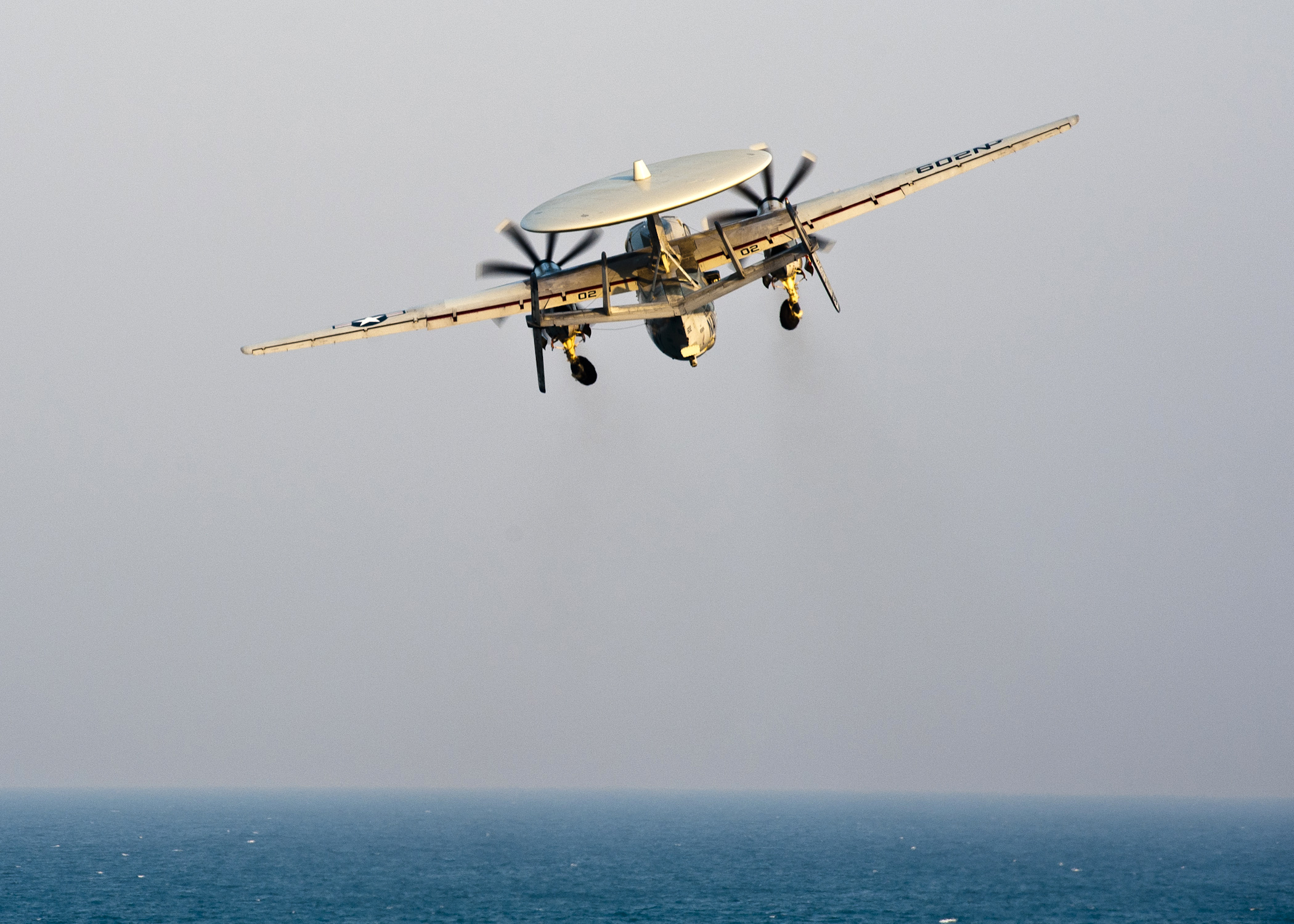
Заключний політ над Іраком (18 грудня 2011 року)

30 березня 2011 р. літак F/A-18C Hornet ескадрильї VMFAT-101 зазнав катастрофічну відмову двигуна, вибухнув і загорівся перед запуском з авіаносця приблизно за 160 км від узбережжя Сан-Дієго під час навчань операцій зліту та посадки. Двигун літаку був на повній потужності та катапульта приготована до запуску, коли сталася аварія. Одинадцять членів екіпажу були поранені, пілот не постраждав. Авіаносець не отримав серйозних ушкоджень, але літак був втрачений .
18 грудня 2011, заключна місія командування і управління силами США на Ірак було піднято по E-2C Hawkeye (на фото) з далекого радіолокаційного попередження ескадрильї 112 (НЖ-112), вистрілює з перевізником Stennis в 7:32 ранку і повертається в 11:04 ранку, як за місцевим часом. Ця місія фактично поклало кінець американської військово-морської підтримки операції «Новий світанок» .

## 2012 р.
3 січня 2012 р., іранський генерал Атаолла Салехі попередив «Джон К. Стенніс» «не повертатися в Перську затоку» .
7 січня авіаносець прийшов на допомогу іранському риболовецькому судну, «Ал Мулахі», після його захоплення піратами. Пірати зловживали іранським прапором судна для захоплення інших суден, тримаючи початковий екіпаж у заручниках. Коли деякі з піратів спробував висадитися на вантажне судно під багамським прапором «Саншайн», судно запросило по рації допомогу. «Джон К. Стенніс» направив на допомогу вертоліт і крейсер. Пірати, які напали на «Саншайн», були захоплені, нагодовані, а потім тимчасово звільнені. Вертоліт таємно простежив за піратами що повернулися назад до «Ал Мулахі». Моряки есмінця «Кідд» (DDG-100), висадились на «Ал Мулахі» і заарештували всіх піратів .
2 березня 2012 р. авіаносець повернувся додому у порт приписки Бремертон штату Вашингтон.
Міністр оборони США Леон Панетта відвідав «Джон К. Стенніс» 22 серпня 2012 р. під час підготовці до нового походу у Перську затоку .

## Авіаносна бойова група «Джона К. Стенніса»
Авіаносна ударна група 3 (Carrier Strike Group 3, CSG-3) оснащена і тренована для передового розгортання сил забезпечення сил стримування, а також служить для захисту інтересів США за кордоном.
«Джон К. Стенніс» є флагманом бойової групи та контролює авіакрило CVW-9. На авіаносці також знаходиться штаб ескадрону есмінців DesRon 21.
Кораблі DesRon 21:
- USS Dewey (DDG-105)[17]
- USS Kidd (DDG-100)[17]
- USS Milius (DDG-69)[17]
- USS Wayne E. Meyer (DDG-108)[17]

У склад ударної групи також входять ракетний крейсер «Мобіл-Бей» (USS Mobile Bay (CG-53)) та корабель підтримки «Брідж» (USNS Bridge (T-AOE-10)).
Ескадрильї авіакрила CVW-9 :

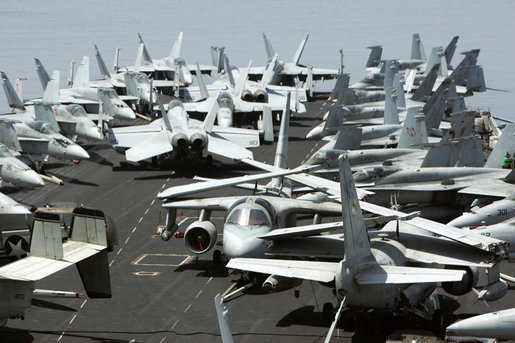
Літаки на палубі «Джона К. Стенніса», 11 травня 2007 р.

- Strike Fighter Squadron 192 (VFA-192) "Golden Dragons"
- Strike Fighter Squadron 97 (VFA-97) "Warhawks"
- Strike Fighter Squadron 41 (VFA-41) "Black Aces"
- Strike Fighter Squadron 14 (VFA-14) "Tophatters"
- Electronic Attack Squadron 133 (VAQ-133) "Wizards"
- Carrier Airborne Early Warning Squadron 112 (VAW-112) "Golden Hawks"
- Helicopter Sea Combat Squadron 8 (HSC-8) "Eight-Ballers"
- Helicopter Maritime Strike Squadron 71 (HSM-71) "Raptors"
- Fleet Logistics Support Squadron 30 Detachment 4 (VRC-30) "Providers"